# Zorka Prachtelová
Zorka Prachtelová, rozená Mayerová (16. ledna 1943 – 29. ledna 2011), byla česká horolezkyně, vytrvalostní běžkyně a jeskyňářka.

## Život
Na přelomu 50. a 60. let začínala v horolezeckém oddílu pražské Slávie. V 60. letech spolu s manželem hodně lezli v Sasku, kde si díky svým výkonům jako první cizinci vylezli zařazení do elitní „Meisterklasse“. Zorka tam zabodovala řadou prvních ženských přelezů a několika vážnými prvovýstupy. Po přechodu na otevřenou klasifikaci se ukázalo, že jako první žena v historii vyvedla cesty stupně VIIIa, VIIIb a v prvovýstupech i VIIIc.
Kromě německých a českých pískovců lezla také na žule Jizerských hor, ve Vysokých Tatrách a Alpách i USA. Sama či se spolulezci se podílela na stovkách prvovýstupů většinou té nejvyšší obtížnosti. Stala se vůbec první ženou, která v Jizerských horách uskutečňovala nové cesty včetně osazování jisticích kruhů.
Zorka měla na svém kontě asi devět tisíc přelezených cest, dvě stě padesát vlastních prvovýstupů a na osm set prvovýstupů s manželem. Zásadně lezla bez magnézia, mnohdy bosá.
Se svým manželem Petrem Prachtelem také účinkovala ve filmu Jump! věnovaném přeskokům skal, který získal mnoho ocenění na horolezeckých filmových festivalech. Zorka v něm v hruboskalském Skaláku skáče ze Skauta na Skautskou věž ve věku 55 let.
Zorka se spolu s manželem věnovala také vytrvalostním běhům a ultramaratonu. Třikrát vyhrála Jizerskou stovku, dvakrát Vavřínovou podkovu po trati Velké pardubické, byla vítězkou GP ČSR dálkových běhů roku 1980, figurovala na 17. místě ve světových tabulkách běhů na 100 km, roku 1990 byla s manželem vicemistryní ČSFR v běhu dvojic na 100 km a ještě ve svých 48 letech byla druhá na mistrovství Vídně na patnáctikilometrové trati.

## Významné výstupy
- 1964 – Vysoké Tatry, Lomnický štít, Hokejka, spolu s P. Prachtelem, první ženský zimní výstup
- 1965 – Vysoké Tatry, Mnich, Variant R

nedatováno:
- Český ráj, Ocún, Krvavá spára
- Český ráj, Kapelník, Údolní cesta – sedmý přelez
- Grossglockner, Pallaviciniův žlab, v dané době nejrychlejší přelez
- Dolomity, Tofana di Rozes, varianta Tissiho

### Film
- 1974: Kamarád ze skal; režie: Mojmír Hošt; ČS TV dokument, 22'
- 2001: Jump!; režie: John Catto, Allen Hill; americký film, 50'